# Charles Anderson Lane Dunphie
Sir Charles Anderson Lane Dunphie, britanski general, * 20. april 1902, London, Anglija, † 8. januar 1999, Wincanton, Somerset, Anglija.